# Dealurile Crasnei
Dealurile Crasnei este o regiune geografica de pe malurile Râului Crasna. 
Este o arie de dealuri joase (150-350 m; max 596m). Cel mai inalt punct este pe Măgura la Șimleu Silvaniei (596 m). 
Se gaseste petrol: Suplacu de Barcău-Abrămuț-Chișlaz-Viișoara. Lignit: Sărmășag-Bobota-GavanBai-Valcelele. 
Aria extinsa cuprinde toata regiunea situata între cursul Someșului de la Jibou la Ardusat si Câmpia de Vest.